# Агумаа, Софа Хинтруговна
Софа (Софья) Хинтруговна Агумаа (род. 20 декабря 1939, с. Дурипш, Гудаутский район, Абхазская АССР, СССР) — советская и абхазская актриса, режиссёр, театральный педагог. С 2014 года — художественный руководитель Абхазского государственного молодёжного театра. Народная артистка Грузинской ССР (1981). Народная артистка Абхазской АССР (1985).

## Биография
В 1956 году по окончании средней школы поступила в Тбилисский театральный институт им. Ш. Руставели на актёрский факультет (педагоги — Акакий Хорава, Акакий Пагава). После завершения учёбы в институте с 1960 по 1994 годы работал ведущей актрисой Абхазского драмтеатра им. С. Чанбы.
Работая в театре, С 1960 по 1964 годы обучалась в Сухумском музыкальном училище на факультете «Хоровое дирижирование» (класс педагога Г. Максимова). По окончании учёбы работала в училище педагогом по предмету «Обязательное дирижирование», а с 1985 по 2000 год преподавала там же актёрское мастерство на вокальном факультете.
В 1961 году дебютировала в качестве чтицы с литературной композицией «Апсны», составленной молодыми абхазскими писателями И. Тарба и Ф. Искандером. Программа включала произведения классиков абхазской литературы.
В 1980-х годах, помимо основной работы в театре, также работала в составе театра сатиры «Чарирама», созданного абхазским писателем-сатириком Шотой Чкадуа при Абхазская государственная Филармония.
Агумаа создала более 70 образов на сцене Абхазского драматического театра.
С конца 80-х годов Агумаа активно занимается переводом на абхазский язык и инсценировками произведений Ф. Искандера («Харлампо и Деспина», «Петух», «Рассказ моего земляка», «Жили-были старик со старухой», «Кролики и удавы»), адаптируя их для одного исполнителя, пишет сценарии. В эти годы ею были подготовлены концертные программы и моноспектакли.
В 1989 на сцене Абхазской государственной филармонии Агумаа представила премьеру моноспектакля «Харлампо и Деспина» по одноимённому рассказу Ф. Искандера.
В 1990 с этим же моноспектаклем выступила в городе Москве по приглашению московской абхазской диаспоры.
Во время грузино-абхазский конфликт 1992—1993 годов Агумаа вместе с актёром Амираном Таниа выступала перед бойцами с авторской концертной программой «И смех, и слёзы».
С 1995 возглавляет частный театр «Аамта», который был открыт по её инициативе при Культурном центре «Абаза».
В сотрудничестве с Абхазской гостелерадиокомпанией Агумаа в качестве режиссёра-постановщика, сценариста и актрисы сняла короткометражные телефильмы: «Он, она и их друг», «Любимая Б.», «Куда его теперь деть?», «И так бывает», «Татчка и Кишуард».
В 1999 году по инициативе Агумаа в Абхазском государственном университете на факультете «Филология» открылось специальное отделение «Актёр театра и кино».
В августе 2014 года назначена художественным руководителем Абхазского государственного молодёжного театра.

## Семья
- муж — Абаза (Джениа) Виктор Камидатович (1936—2002), заслуженный инженер Абхазии
- дочь — Джениа Эсма Викторовна
- сын — Джениа Даур Викторович

## Роли в театре
- Тизбе («Анджело» В. Гюго, 1960),
- Лола («Современная трагедия» Р. Эбралидзе, 1961),
- Наталья («Предложение» А. Чехова, 1962),
- Гувернантка («Голый король» Е. Шварца, 1962),
- Асида («Песню нелегко сложить» Н. Тарба, 1963),
- Эмилия («Отелло» У. Шекспира, 1964),
- Зарада («Жених» М. Шавлохова, 1965),
- Уардахан («Абрскил» А. Лагвилава, 1965),
- Наташа («Совесть» Д. Павловой, 1965),
- Фосине («Деревенская девушка» К. Буачидзе, 1966),
- Эмма («Господин Пунтила и его слуга Матти» Б. Брехта, 1967),
- Маруша («Перед восходом солнца» Г. Габуниа, 39 1967),
- Нази («Дуэль» М. Бояджиева, 1968),
- Асият («Горянка» Р. Гамзатова, 1968),
- Купава («Снегурочка» А. Островского, 1969),
- Альвинг («Привидения» Г. Ибсена, 1969),
- Эболи («Дон Карлос» Ф. Шиллера, 1971),
- Селма («Призраки» Д. Гулиа, 1974),
- Мать («Белые флаги» Н. Думбадзе, 1974),
- Марика («Прежде, чем пропоёт петух» И. Буковчана, 1974),
- Бланш ("Трамвай «Желание» Т. Уильямса, 1975),
- Ланица («Песня о ранении» А. Аргун, 1975),
- Тара Таразиа («А там — как хотите», Б. Шинкуба, 1976),
- Комиссар («Оптимистическая трагедия» В. Вишневского, 1977),
- Жена («Замшевый пиджак» С. Стратиева, 1979),
- Лаура («Эмигрант из Брисбена» Ж. Шехаде, 1980),
- Кафа («Кукла» Ш. Чкадуа, 1981),
- Смелянская («Возрождение» Н. Мирошниченко, 1981),
- Электра («Электра» Софокла, 1981),
- Марихан («Горы смотрятся в море» А. Аргун, 1982),
- Ханифа («Проблеск» Р. Джопуа, 1983),
- Регана («Король Лир» У. Шекспира, 1984),
- Мать («Последний из ушедших» Б. Шинкуба, 1986),
- Кураж («Мамаша Кураж и её дети» Б. Брехта, 1986),
- Княгиня («Царь Леон I» А. Агрба, 1987),
- Мать («Четвёртое марта» Ш. Аджинджал, 1987).

## Фильмография
- 1969 — Время счастливых находок — Мать Сандрика
- 1975 — У самого Чёрного моря
- 1975 — Белый башлык — Мсырхан
- 1977 — «В ночь на новолуние»
- 1978 — «Бархатный сезон»
- 1980 — «Огарева, 6»
- 1982 — Колокол священной кузни
- 1989 — Воры в законе
- 1989 — Он, она и их друг — Она
- 1989 — Любимая Б. — Бабелина
- 1989 — Куда его теперь деть?
- 1992 — Колчерукий
- 1992 — Свидетель
- 1995 — Война ещё продолжается
- 1997 — И так бывает
- 1998 — Татачка и Кишуард — Татчка
- 1999 — Не стреляй, Мадина
- 2003 — Да поможет нам Бог!
- 2018 — Спасибо деду за Победу!- бабушка Сандрика
- 2019 — Кухня. Битва за отель

## Театральные постановки
- «Харлампо и Деспина» Ф. Искандер
- «Любовь дона Перлимплина» Ф. Г. Лорка
- «Медведь» А.Чехов
- «Человек и джентльмен» Э.Де Филиппо
- «Саламанская пещера» М.Де Сервантес
- «Кролики и удавы» Ф.Искандера
- «Живой труп» Ш. Аджинджал
- «Гуси Лакуакуа» Ш. Чкадуа
- «Абхазы мы, абхазы» по пьесе Ш.Чкадуа «Кукла»
- «Третий день войны» по рассказам Ш.Аджинджала

## Сценарии
- «Харлампо и Деспина» Ф. Искандер
- «Белая гора»/«Ахра шкәакәа» Ч. Джонуа
- «Он, она и их друг»/ «Иареи, лареи, рҩызеи» Ш. Чкадуа
- «Любимая Б.»/ «Сыхаара Б.» Ш. Аджинджал
- «Куда его теперь деть?»/ «Нас дабаагари?» А. Аргун
- «И так бывает»/ «Усгьы ҟалахьеит» по новеллам М. Лакрба
- «Татчка и Кишуард»
- «И смех, и слёзы» концертная программа

## Переводы на абхазский язык
- «Харлампо и Деспина» Ф. Искандер
- «Кролики и удавы» Ф.Искандера
- «Рассказ моего земляка» Ф. Искандер
- «Петух» Ф. Искандер
- «Жили-были старик со старухой» Ф. Искандер
- «Любовь дона Перлимплина» Ф. Г. Лорка
- «Медведь» А.Чехов
- «Саламанская пещера» М. Де Сервантес
- «Вестсайдская история» А. Лорентс
- «Госпожа Министерша» Б. Нушич

## Признание и награды
- 1981 — Народная артистка Грузинской ССР.
- 1985 — Народная артистка Абхазской АССР.
- Депутат Верховного Совета Абхазии 8-го созыва (1978).
- Ветеран труда (1984).
- Доцент Абхазского государственного университета (2021).

## Избранная библиография
- Лица, с которыми мы живём. Сухум, 2009 (абх. яз.)
- Новые образы. Сухум, 2014 (абх. яз.)
- учебное пособие «Художественное чтение» на абхазском языке